# Hockey Club Centro Giovanile Bassano 1967
Questa voce raccoglie le informazioni riguardanti l'Hockey Club Centro Giovanile Bassano nelle competizioni ufficiali della stagione 1967.

## Maglie e sponsor
| 1ª divisa |